# Raviner vid Latmansmon
Raviner vid Latmansmon este o arie protejată (arie specială de conservare — SAC, sit de importanță comunitară — SCI) din Suedia întinsă pe o suprafață de 5,5 ha, integral pe uscat.

## Localizare
Centrul sitului Raviner vid Latmansmon este situat la coordonatele 62°47′18″N 17°23′30″E / 62.7882°N 17.3918°E.

## Înființare
Situl Raviner vid Latmansmon a fost declarat sit de importanță comunitară în iulie 2000 pentru a proteja 1 specie de plante. Situl a fost protejat și ca arie specială de conservare în martie 2011.

## Biodiversitate
Situată în ecoregiunea boreală, aria protejată conține 1 habitat natural: Taiga vestică.
La baza desemnării sitului se află o specie protejată de  plante: Cinna latifolia.